# إرنست نورمان
إرنست ليلاند نورمان (11 نوفمبر 1904 - 6 ديسمبر 1971) كان زعيم روحي أمريكي ومؤلف اشتهر بتأسيسه المشترك لعلم الحياة أوناريوس ومؤسسة أوناريوس التعليمية، والتي عُرفت فيما بعد باسم أكاديمية أوناريوس للعلوم.

## أوناريوس علم الحياة
في فبراير 1954، التقى نورمان بزوجته المستقبلية، روث إي نورمان، في مؤتمر روحاني في لوس أنجلوس. وزُعم أنه في هذا المؤتمر لاحظ أحد العرافين ثلاثة رجال ذوي لحى بيضاء يتبعون نورمان وهم يحملون كتبًا ضخمة. ادعى إرنست ورث أن هؤلاء هم أرواح أليشع وعزرا وأخنوخ الذين يحملون الكتب التي كان إرنست سيكتبها في حياته الحالية.
بعد لقائهما الأول في المؤتمر، "تواصل" نورمان وكتب كتابًا عن الشعر والنثر بعنوان "الإليزيوم" (نُشر عام 1956)، والذي تبعه فيما بعد تكملة له، "الأنثينيوم" (نُشر عام 1964). بمساعدة روث، ألقى نورمان محاضرة لمدة 12 أسبوعًا بعنوان "الطريق إلى النجوم" في لوس أنجلوس، حيث وصف بالتفصيل كيفية عمل الطاقة، وما رآه في العوالم السماوية، والحماية النفسية، وعلم النفس الخارق للطبيعة. في هذه المحاضرة، ادعى نورمان أن سكان كوكب الأرض يتم إرشادهم ومراقبتهم من قبل جماعة أخوية كبيرة تسمى أوناريوس، والتي كانت تُعرف سابقًا باسم شامبالا أو أخوية الأبيض العظيم على الأرض، وأن أي إنسان يمكنه الاتصال بهذه "الكائنات العليا"؛ لأن الجميع قادرون على استخدام القدرات النفسية. جمع نورمان محاضرات الطريق إلى النجوم مع المزيد من المقالات وطبعها في كتاب بعنوان "المفهوم اللانهائي للخلق الكوني".
أسست منظمة أوناريوس رسميًا كمؤسسة غير ربحية في ولاية كاليفورنيا في عام 1957، تحت اسم أوناريوس - علم الحياة.
قام نورمان وطلابهم بتجميع سلسلة من الشهادات حول حالات إعادة الإحياء والتجسد والشفاء الروحاني، وزعموا أنه حدث بسبب وصايتهم تحت إشراف إرنست نورمان. ومن بين هذه الادعاءات أن نورمان كان على الأرض في القدس القديمة باسم يسوع، وأن طلابه كانوا من أتباعه وأعدائه، وتجسدوا مرة أخرى لشفاء أنفسهم من الكارما التي تراكمت لديهم في تلك الحياة.

## وفاته
توفي نورمان في 6 ديسمبر 1971، في إسكونديدو، كاليفورنيا ، بسبب الالتهاب الرئوي والإنفلونزا.